# Choona tu nous le paieras
Choona tu nous le paieras (Choona) est une série thriller comique indienne en langue hindi de 2023. Créée par Pushpendra Nath Misra et Produit par Flying Saucer. La série est sortie sur Netflix le 29 septembre 2023,.

## Synopsis
Un groupe de marginaux se trouve un ennemi commun sous la forme d'un politicien impitoyable mais superstitieux et planifie un cambriolage pour se venger.

## Distribution
- Jimmy Shergill[4] : Avinash Shukla, président du parti politique  "Swacch Samaj Party"
- Aashim Gulati : Yakub Ansari Sheikh
- Vikram Kochhar : JP, entrepreneur
- Monika Panwar : Bela
- Namit Das : Triloki
- Chandan Roy : Bishnu
- Gyanendra Tripathi : Baankey
- Niharika Lyra Dutt : Jhumpa
- Kishor Chandra : Shrivastav
- Atul Srivastava : Pandit Upadhyay
- Harpreet Bindra : Madan Singh[5]
- Amit Sinha : Asthana
- Dheerendra Dwivedi : Sameer Kushwaha alias Mintu Grenade alias Mintu Bhai
- Vaibhav Mehta : Arunoday
- Jay Mukunda : Kishor Chaurasiya
- Arshad Warsi : le narrateur

## Épisodes
1. Méfie-toi de l'eau qui dort
2. Les ennemis de mes ennemis...
3. Jouer avec le feu
4. Révélations
5. C'est parti...
6. Pas toi, quand même ?
7. Arrestation préventive
8. L'éclipse

## Production
La série a été officiellement annoncée en 2021 par un communiqué de presse Netflix. La série a été créée le 29 septembre 2023 sur Netflix,,.

## Réception
"Choona tu nous le paieras" a reçu des réponses mitigées de la part des critiques. Pratikshya Mishra de The Quint a écrit dans sa critique que « la bizarrerie sous-jacente de Choona fait parfois oublier la longueur de l'explication. Je ne savais pas si l'introduction constante de nouveaux personnages allait devenir ennuyeuse, mais étonnamment, ce n'est pas le cas. Dans l'ensemble, chaque récit se déroule comme une pièce distincte et est présenté de manière efficace. Choona tu nous le paieras est un programme dont le cadre est bien plus attrayant que son final.
Rahul Desai de Film Companion a déclaré: "Choona tu nous le paieras prend la prémisse intrigante d'une comédie de braquage de deux heures et l'étend dans un drame de huit épisodes sur Netflix. Ce changement de format ambitieux offre à la fois des opportunités et des défis pour la narration".